# Glen Campbell (Pensilvania)
Glen Campbell es un borough ubicado en el condado de Indiana en el estado estadounidense de Pensilvania. En el año 2000 tenía una población de 316 habitantes y una densidad poblacional de 126 personas por km².

## Geografía
Glen Campbell se encuentra ubicado en las coordenadas 40°49′9″N 78°49′35″O / 40.81917, -78.82639.

## Demografía
Según la Oficina del Censo en 2000 los ingresos medios por hogar en la localidad eran de $24,063 y los ingresos medios por familia eran $31,875. Los hombres tenían unos ingresos medios de $24,167 frente a los $14,688 para las mujeres. La renta per cápita para la localidad era de $12,039. Alrededor del 16.5% de la población estaba por debajo del umbral de pobreza.